# Fuerte del Rey (kommunhuvudort)
Fuerte del Rey är en kommunhuvudort i Spanien.   Den ligger i provinsen Provincia de Jaén och regionen Andalusien, i den centrala delen av landet, 280 km söder om huvudstaden Madrid. Fuerte del Rey ligger 428 meter över havet och antalet invånare är 1 220.
Terrängen runt Fuerte del Rey är platt åt sydväst, men åt nordost är den kuperad. Runt Fuerte del Rey är det ganska tätbefolkat, med 144 invånare per kvadratkilometer. Närmaste större samhälle är Jaén, 14,3 km sydost om Fuerte del Rey. Trakten runt Fuerte del Rey består till största delen av jordbruksmark.